# Frederick Polydore Nodder

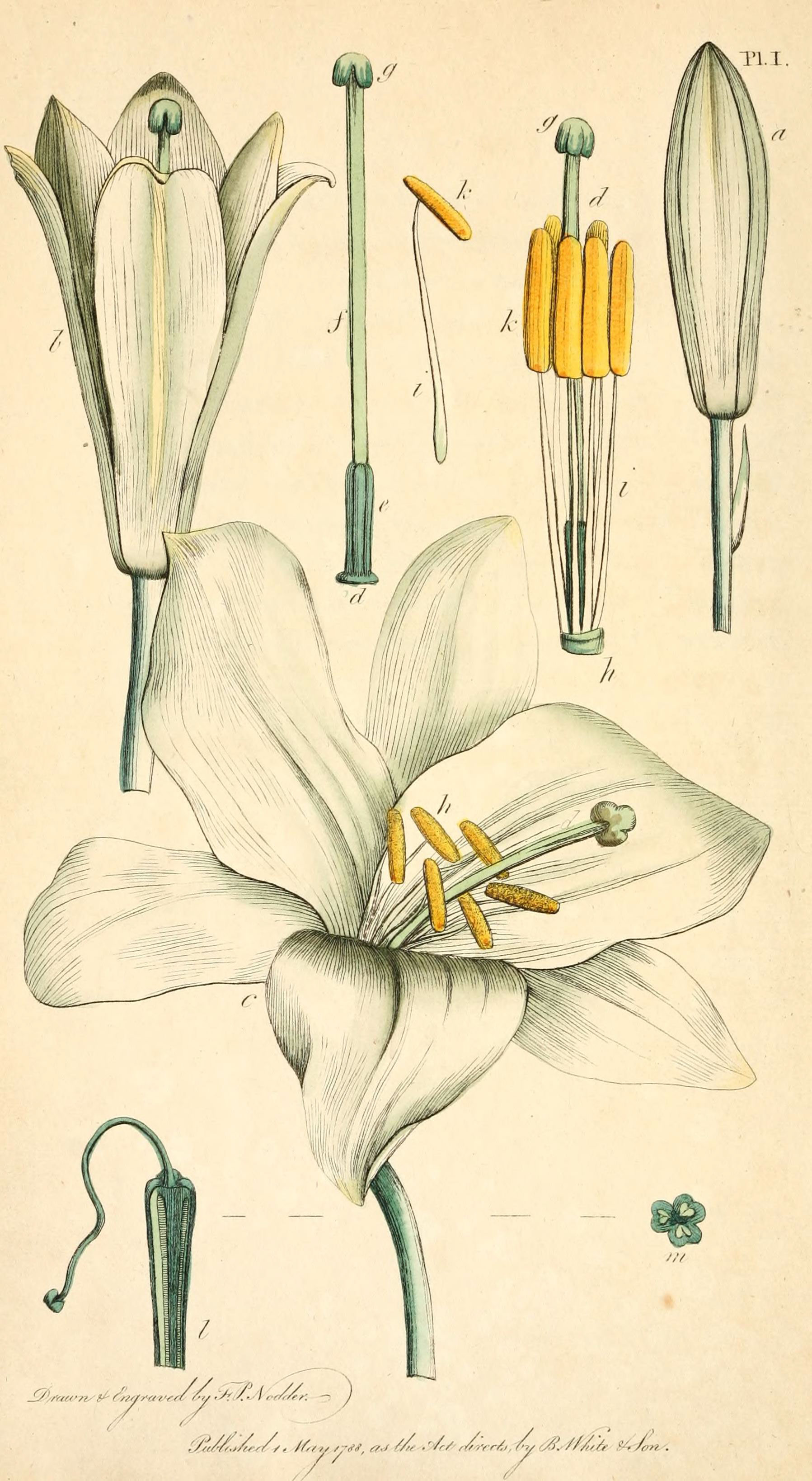
Madonnen-Lilie (Lilium candidum), Tafel 1 aus Thirty-eight plates (1788)

Frederick Polydore Nodder (fl. ca. 1770–1800) war ein englischer Pflanzen- und Tier-Illustrator, aus dessen Hand bedeutende Werke zur frühen Naturkunde Australiens stammen.
Nodder illustrierte George Shaws Periodikum The Naturalist's Miscellany und erarbeitete mit Joseph Banks Banks' Florilegium wozu er die meisten von Sydney Parkinsons australischen Pflanzenzeichnungen in Druckgrafiken adaptierte. Bekannt sind auch Nodders Zeichnungen und Drucke von australischen Vögeln und Schmetterlingen für die naturwissenschaftliche Abteilung des irischen Nationalmuseums.

## Illustrationen für (Auswahl)
- Thomas Martyn; Thirty-eight plates, with explanations; intended to illustrate Linnaeus’s System of vegetables, and particularly adapted to the Letters on the elements of botany. B. White and Son, London 1788 (Digitalisat).
  - 2. Auflage. B. and J. White, London 1794 (Digitalisat).
  - 3. Auflage. J. White, London 1799 (Digitalisat).
- Erasmus Darwin: The botanic garden. Part II. containing The loves of the plants. A poem. With philosophical notes. J. Johnson, London 1789 (Digitalisat).
- Thomas Martyn: Flora rustica: exhibiting accurate figures of such plants as are either useful or injurious in husbandry. 4 Bände, F. P. Nodder, London 1792–1794 (Band 1, Band 2, Band 3, Band 4).